# نجم الدين شريعتي
نجم الدين شريعتي (ولد في 21 يوليو 1359 في تنکابن) هو مقدم برامج ومنتج تلفزيوني إيراني. و تابع دراسته في مجال هندسة الحاسوب فرع البرمجيات و نجح في الحصول على درجة البكالوريوس. اشتهر بتقديم البرنامج التلفزيوني "سمت خدا" و هو برنامج حواري ديني، يُبث على القناة الثالثة من إذاعة جمهورية إيران الإسلامية منذ عام 2008.

## نشاط

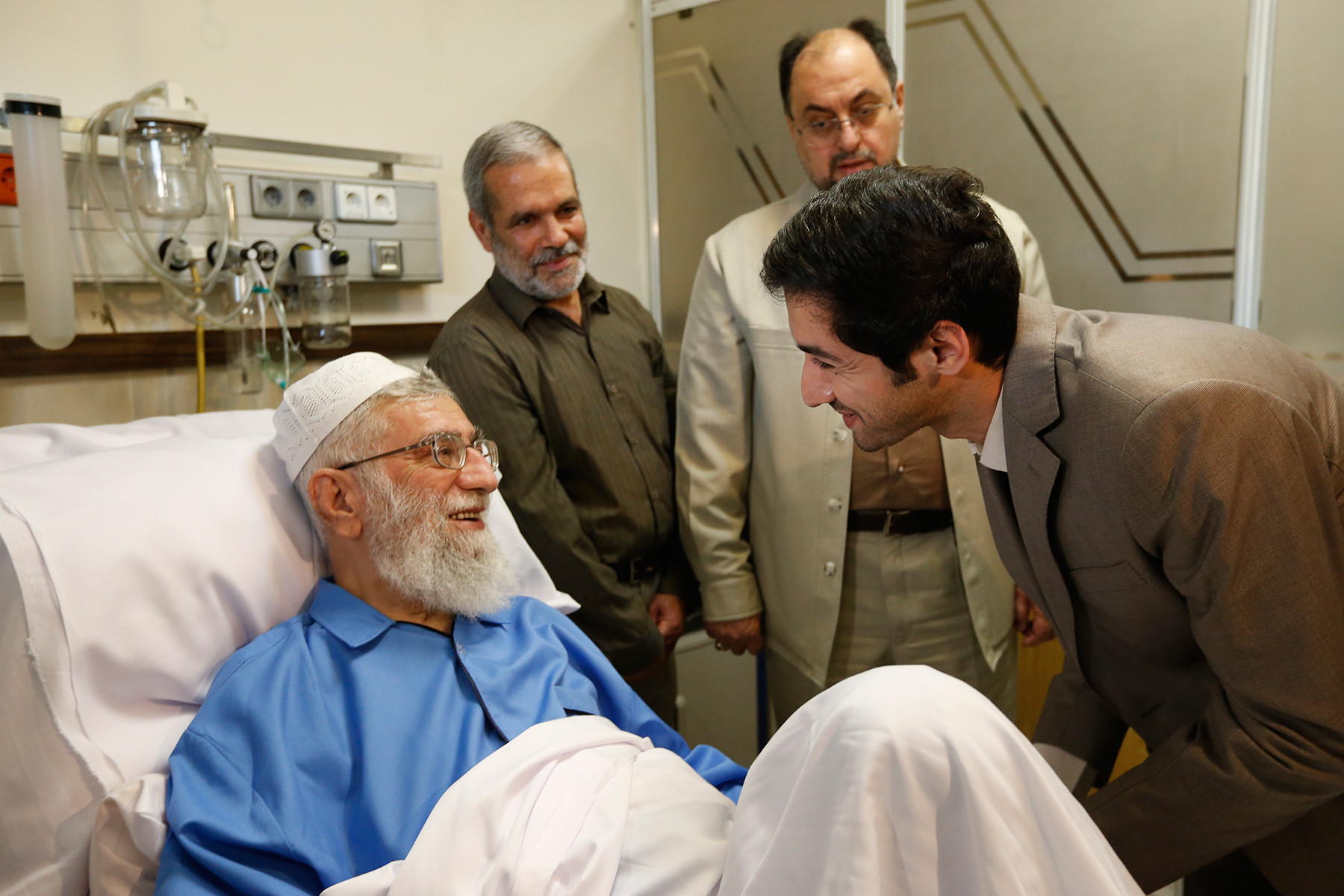
زيارة شريعتي للسيد علي خامنئي في سبتمبر 2014.

بدأ نشاطه منذ صغره و في عام 2000 دخل رسميًا إلى إذاعة جمهورية إيران الإسلامية من خلال تقديم برنامج "نیم رخ" ثم انضم إلى برنامج "زلال احكام" في الأعوام 2005 إلى 2009 ثم برنامج "سمت خدا" مع عرضه الذي تم بثه على شاشة التلفزيون في عام 2009، و كان نوع أدائه في برنامج سمت خدا نوعا من الابتكار في البرامج الدينية للإذاعة و التلفزيون، و التي وفقا لوسائل الإعلام و الاستطلاعات الإيرانية، لاقت ترحيبا واسعا من قبل جمهور التلفزيون في إيران و لا تزال واحدة من البرامج مع أكبر عدد من الجمهور في التلفزيون.
و ظهر شريعتي كمقدم برنامج تلفزيوني "ماه من" الذي يذاع على القناة الثالثة بمناسبة شهر رمضان.
كما استضاف البرنامج التلفزيوني "حسينيّة مُعلّیٰ" على القناة الثالثة.
بالإضافة إلى كونه مقدم برامج، قام شريعتي أيضًا بإنتاج برامج تلفزيونية. بدأ الإنتاج بالفيلم الوثائقي "روزگار ما کمی آن سوتر" و بعد ذلك قام ببث البرنامج التلفزيوني "شهر خدا" الذي كان خاصًا بشهر رمضان.

## وصلات خارجية
- نجم الدين شريعتي في قاعدة بيانات الأفلام على الإنترنت